# Pak Yong-mi
Pak Yong-mi (8 de febrero de 1991), es una luchadora norcoreana de lucha libre. Consiguió el puesto octavo en campeonato mundial del 2013. Décima posición en Juegos Asiáticos de 2014. Ganó un medalla de oro en Campeonato Asiático de 2013 y de plata en 2015.  .